# Iporhogas rugivertex
Iporhogas rugivertex är en stekelart som beskrevs av Chen och He 1997. Iporhogas rugivertex ingår i släktet Iporhogas och familjen bracksteklar.